# João Carlos dos Santos
João Carlos dos Santos (Sete Lagoas, 10 de setembro de 1972), mais conhecido como João Carlos, é um ex-futebolista e atual treinador brasileiro. 

## Carreira

### Como futebolista
Iniciou sua carreira nas categorias de base do Democrata Futebol Clube de Sete Lagoas, Minas Gerais, subindo para a equipe profissional em 1992. 
Após duas temporadas de destaque foi contratado por empréstimo pelo Cruzeiro Esporte Clube em 1994 conquistando o título do Campeonato Mineiro em seu primeiro ano atuando pela equipe celeste. Com a disputa acirrada na zaga celeste, retornou para Sete Lagoas ainda naquele ano.
Em 1995, foi por empréstimo para o Democrata de Governador Valadares, onde fez uma boa Série B do Campeonato Brasileiro, também passando pelo Mamoré em 1996. 
No seu retorno ao Cruzeiro conquistou o título da Copa do Brasil em 1996, campeão da Copa Libertadores da América e vice-campeão do Mundial em 1997, campeão da Recopa Sul-Americana em 1998, além do tri-campeonato mineiro 1996/1997/1998.
Após sua trajetória vitoriosa pela equipe mineira, transfere-se para o Corinthians em 12 de julho de 1999, quando o clube paulista pagou US$ 4 milhões ao Cruzeiro e ainda cedeu em definitivo o zagueiro Cris. Estreou em 10 de agosto de 1999, quando o Corinthians venceu Vélez Sarsfield por 3 a 0, em partida válida pela Copa Mercosul. Neste mesmo ano, conquista o Campeonato Brasileiro.
Em ascensão, foi convocado pelo treinador Vanderlei Luxemburgo para Seleção Brasileira sagrando-se campeão da Copa América e vice-campeão da Copa das Confederações ainda em 1999. No total, atuou em 10 jogos pela Seleção e marcou 1 gol.
Foi na equipe paulista que obteve um dos títulos mais importantes da historia do clube, o Mundial de Clubes da FIFA em 2000. Foi vencedor do Campeonato Paulista e vice-campeão da Copa do Brasil de 2001. Pelo Corinthians fez 92 partidas e marcou 8 gols.
Retornou ao Cruzeiro em 2001 fechando seu ciclo na equipe mineira.
Em 2002 transferiu-se para a equipe Cerezo Osaka, do Japão, onde jogou por duas temporadas.
No retorno ao Brasil atuou pelo Botafogo em 2004.
Em 2005, pelo Paysandu, foi Campeão Paraense.
Em 2006, disputou o Campeonato Mineiro no clube onde começou, o Democrata Futebol Clube de Sete Lagoas. No mesmo ano, recebeu um convite do Ipatinga para a disputa da Série C, mas uma arritmia cardíaca diagnosticada em junho, durante exames realizados no clube, apressou a decisão de encerrar sua vitoriosa carreira como jogador de futebol profissional, 23 dias depois de ter sido contratado.

### Como treinador
Com sua vasta experiência em comandar suas equipes dentro de campo quando atuava e tendo trabalhado com os melhores treinadores do Brasil, decidiu investir na carreira de treinador de futebol.
Em 2007, iniciou a carreira de treinador no Poços de Caldas conseguindo acesso ao Modulo II do Campeonato Mineiro.
Em 2008, assumiu a direção do Democrata de Sete Lagoas, depois passou pelo Cristal do Amapá, Juventus do Rio Grande do Sul, e retornou ao comando do Poços de Caldas em 2011.
Em 2012, comandou a Sociedade Esportiva Guaxupé no Campeonato Mineiro da 2ª Divisão onde obteve o acesso ao Módulo 2 do Campeonato Mineiro, mas devido a uma mudança no regulamento o clube perdeu a vaga.
Em 2013, comandou o Clube Atlético Patrocinense no Módulo 2 do Campeonato Mineiro, mas não conseguiu o acesso a elite do Campeonato Mineiro.
Em 2014 assumiu o Minas Boca, de Sete Lagoas.
No ano de 2015 retornou ao comando da Sociedade Esportiva Guaxupé, mas após 2 meses foi contratado pelo Villa Nova.
Deu uma pausa na carreira em 2016, após passagem no Nacional de Muriaé.
Em 2021, voltou ao futebol, quando foi auxiliar técnico de Paulinho Guará no Democrata-SL, mas decidiu encerrar o ciclo de vez pouco tempo depois.
Posteriormente, passou a trabalhar na Câmara Municipal de Sete Lagoas.

## Títulos
Cruzeiro
- Copa Libertadores da América: 1997
- Recopa Sul-Americana: 1998
- Copa do Brasil: 1996
- Campeonato Mineiro: 1994, 1996, 1997, 1998
- Copa dos Campeões Mineiros: 1999

Corinthians
- Mundial de Clubes da FIFA: 2000
- Campeonato Brasileiro: 1999
- Campeonato Paulista: 2001

Paysandu
- Campeonato Paraense: 2005

Seleção Brasileira
- Copa América: 1999

### Campanhas de destaque
Seleção Brasileira
- Copa das Confederações: 2º lugar - 1999

Cruzeiro
- Copa Intercontinental: 2º lugar - 1997

Corinthians
- Copa do Brasil: 2º lugar - 2001